# Andromeda 2

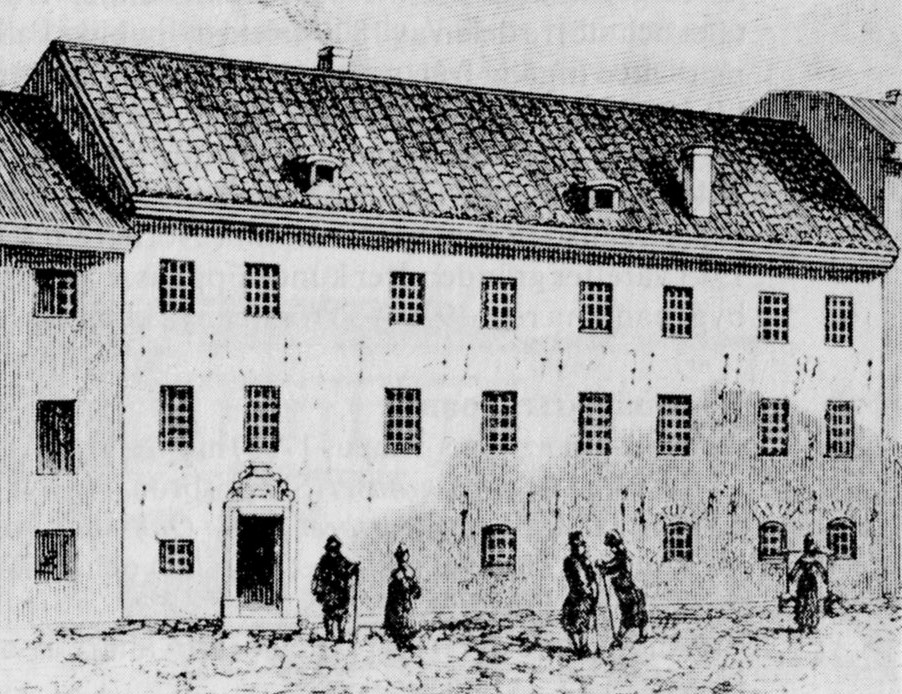
Stockholms trivialskola 1731.

Andromeda 2 är en fastighet i kvarteret Andromeda som upptar tomten mellan Själagårdsgatan 13 och Baggensgatan 20 i Gamla stan, Stockholm. På medeltiden låg här Stockholms själagård och 1666–1814 Stockholms trivialskola. Liksom samtliga övriga byggnader i kvarteret är Andromeda 2 blåmärkt av Stadsmuseet i Stockholm, vilket innebär att den utgör "synnerligen höga kulturhistoriska värden".

## Historik

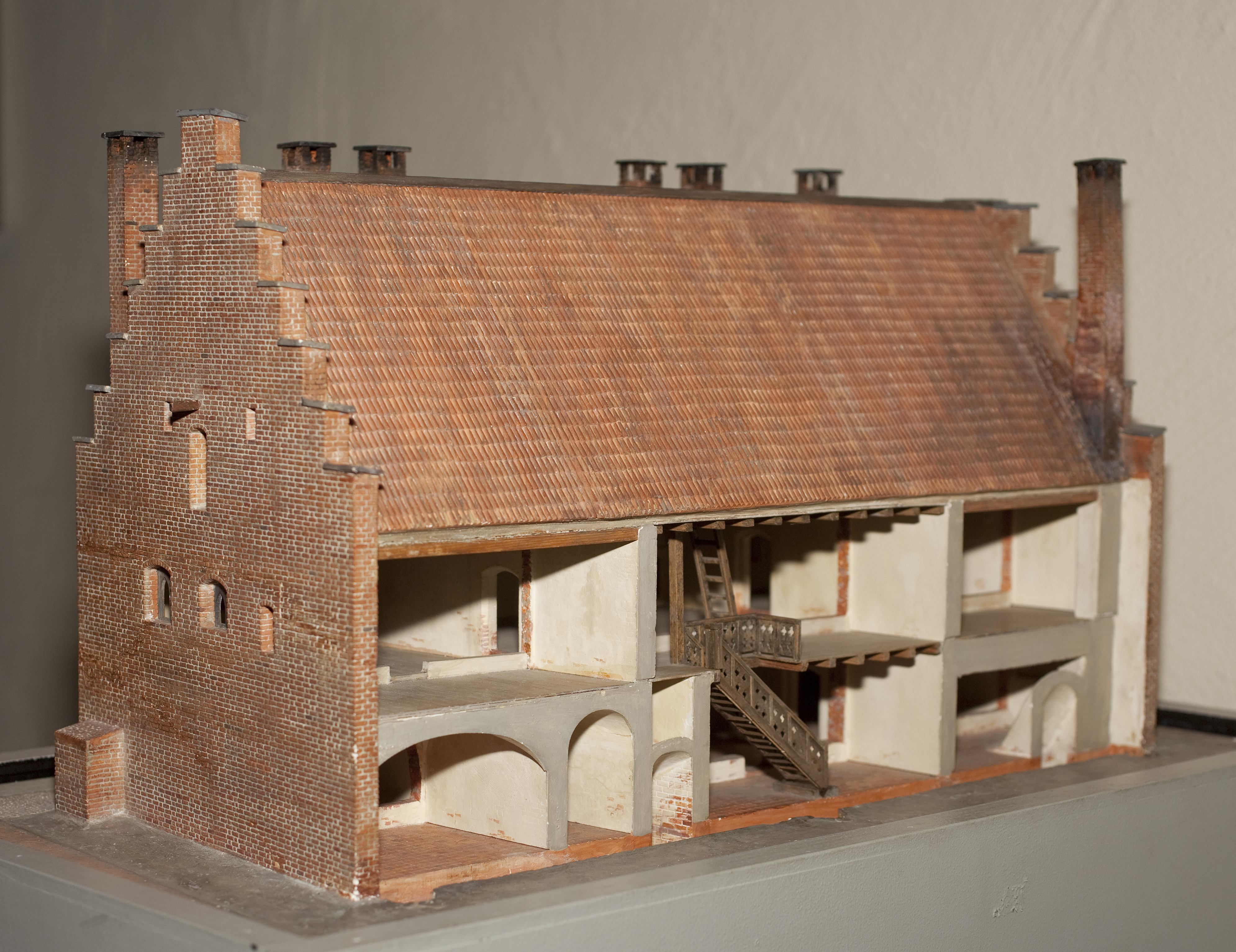
Modell visande Själagården i Stockholm.

Efter 1420-talet fanns på denna tomt den så kallade Själagården, som var Stockholms fattighus och stadens största välgörenhetsinrättning. Tegelbyggnaden med sina trappstegsgavlar var vid tiden en av stadens största byggnader och syns tydligt på Vädersolstavlan från år 1535. 
År 1531 avhystes de på Själagården intagna av Gustav Vasa, som i byggnaden lät inrätta ett ”Kongl. Tryckeri” för att sprida reformationens budskap. En av dem som fick sina texter tryckta var Olaus Petri. Här trycktes 1543 den första finskspråkiga boken, ABC-boken, och 1548 den första finska översättningen av Nya Testamentet som hade översatts av Mikael Agricola.
Mellan 1616 och 1814 fanns i byggnaden en trivialskola (föregångaren till dagens Sankt Nicolai skola). Fastigheten förvärvades 1814 av sidenfabrikören Axel Goutelle. Han lät bygga om huset och hade sin bostad, sin tillverkning och sitt lager i huset fram till sin död år 1830. Därefter hade Andromeda 2 en rad olika ägare fram till början av 1930-talet då Storkyrkan förvärvade det.

## Fastighetens vidare öden
Byggnadens exteriör förändrades med tiden. På 1700-talet var huset sammanbyggt med grannhusen, fasaderna var putsade och trappgavlarna var borta. Under sidenfabrikören Goutelle förändrades Andromeda 2 i början av 1800-talet ytterligare. Huset revs 1933, men källaren med medeltida murverk från Själagårdens tid bevarades under nybygget och restaurerades. 
Huset dokumenterades noga innan det revs. Idag står en modell av Själagården utställd på Medeltidsmuseet. Det nya huset uppfördes i funktionalistisk stil och stod klart 1936. Arkitekt var Carl Åkerblad. I byggnaden inrättades Själagården, ett äldreboende ägt av Stockholms domkyrkoförsamling. Mot Baggensgatan öppnades bebyggelsen genom en planterad gård som smyckades med en stor kastanj.

## Bilder

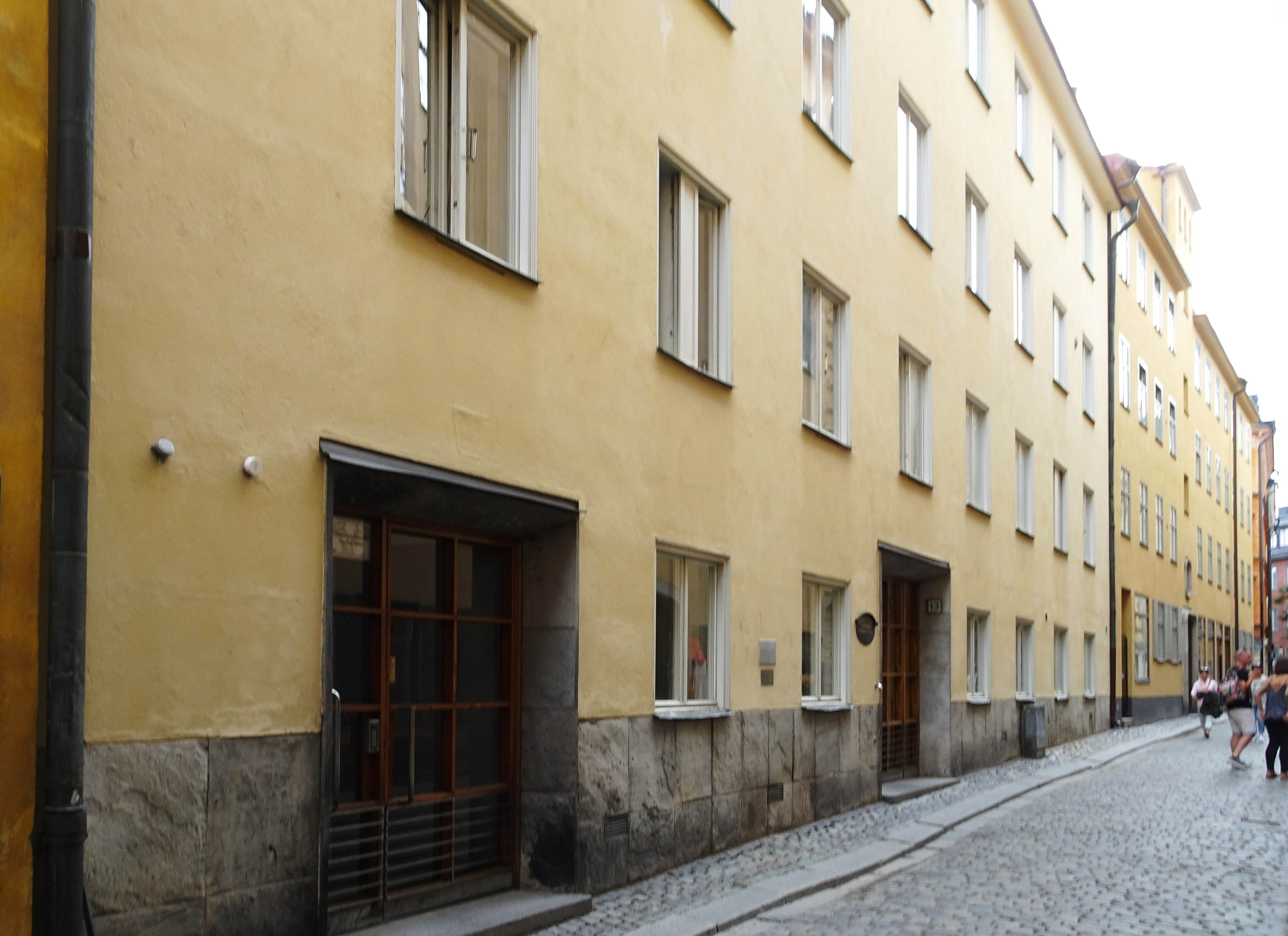
Fasad mot Själagårdsgatan.
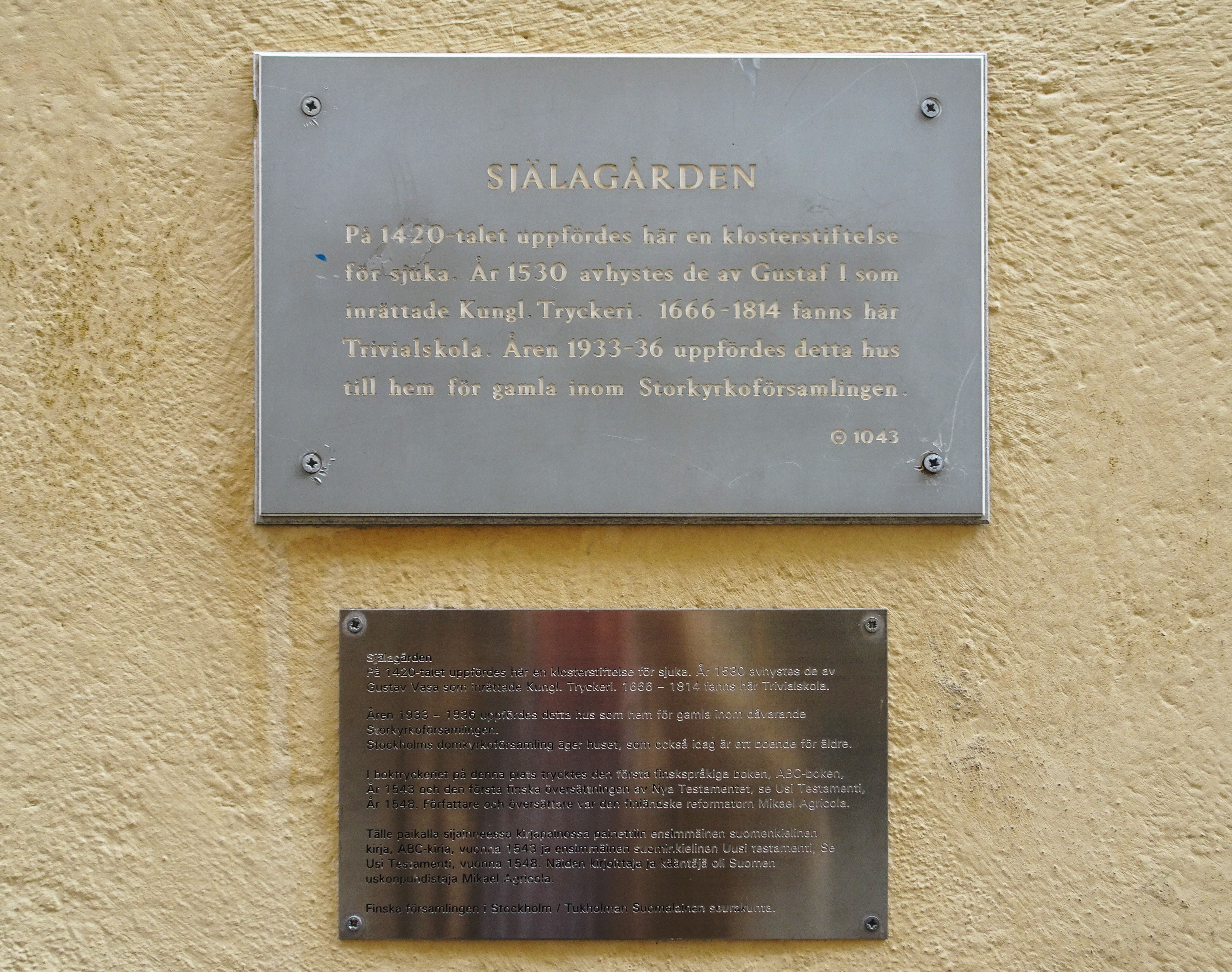
Informationstavlor.
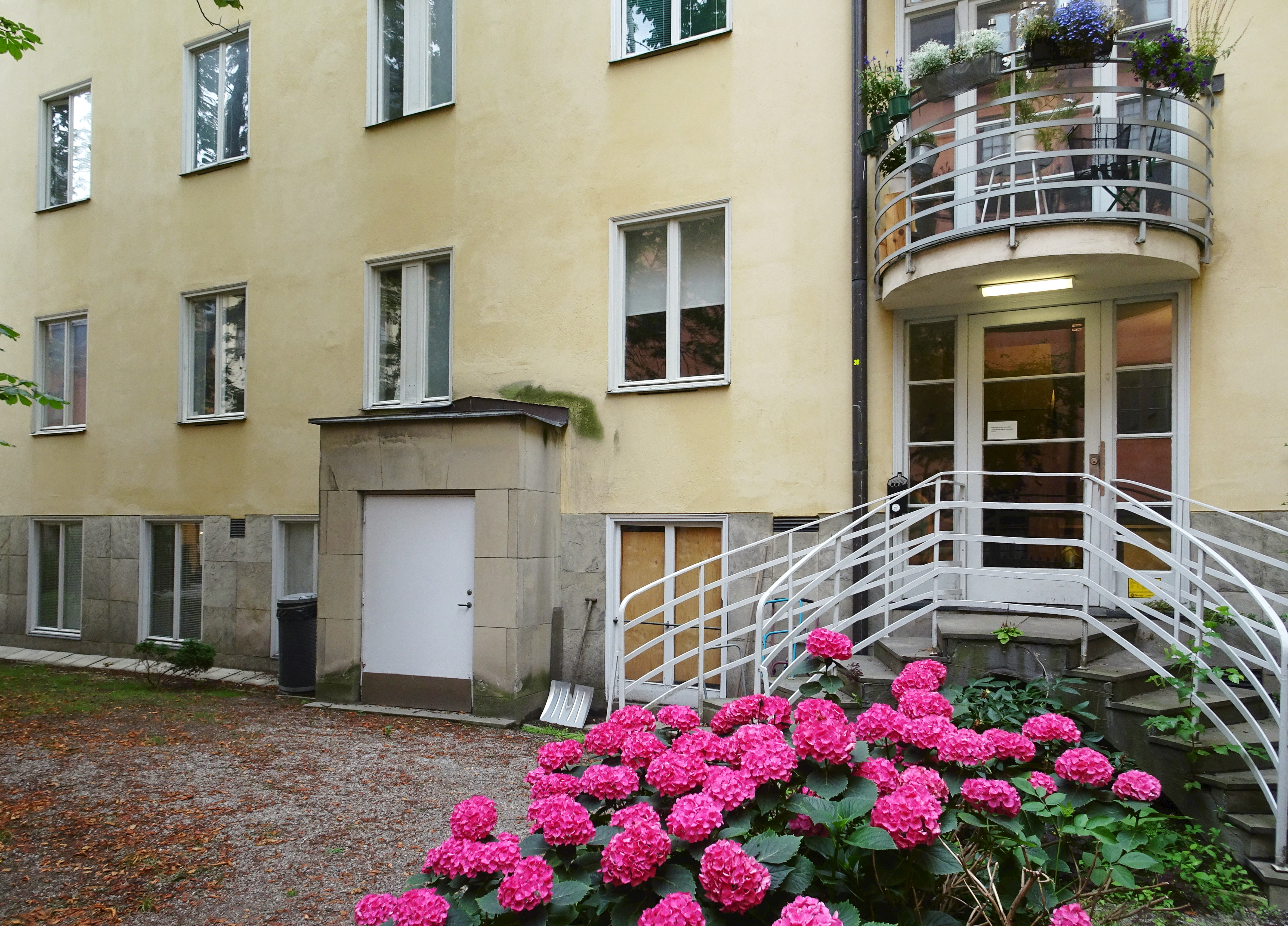
Fasad mot Baggensgatan.
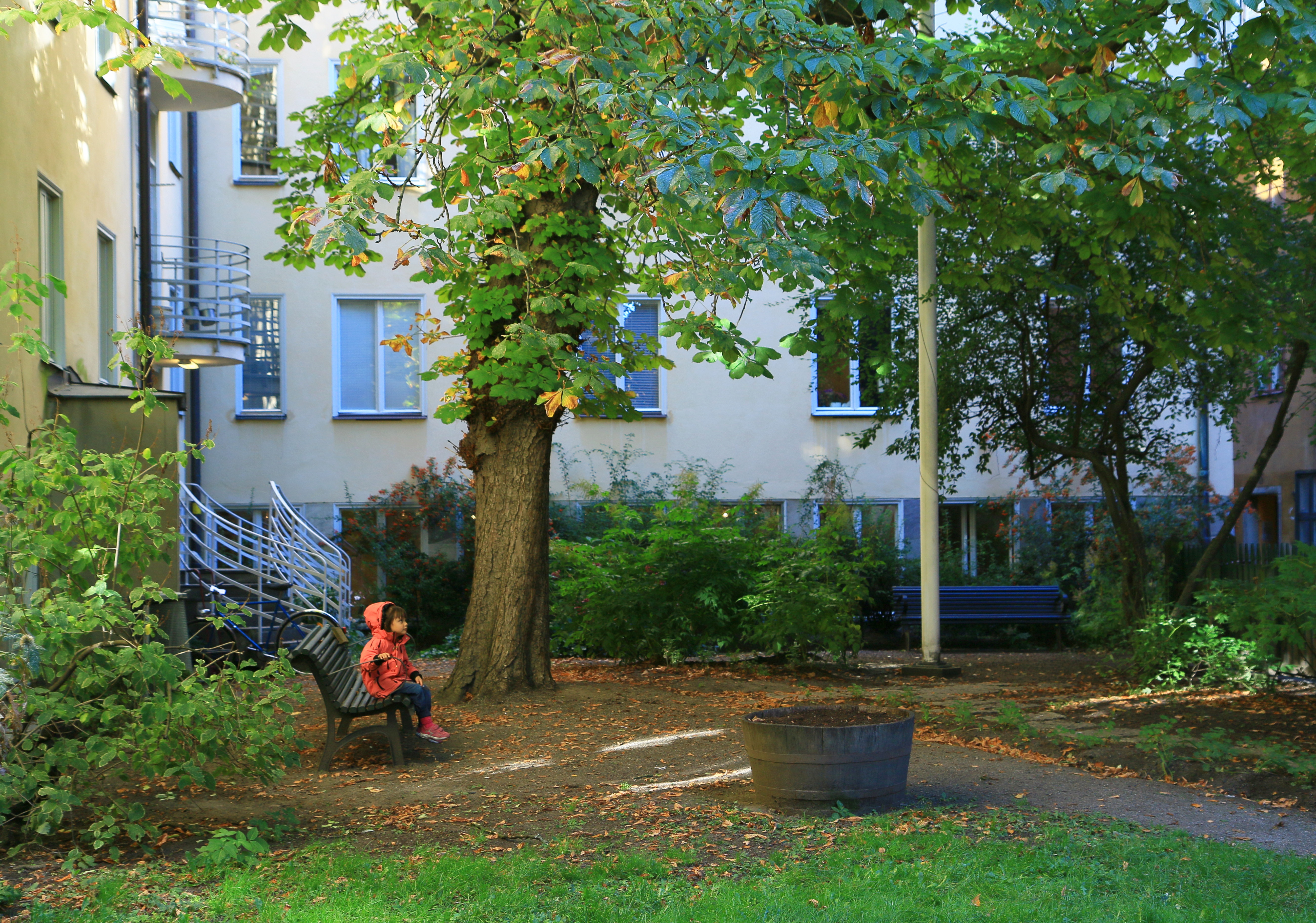
Gården vid Baggensgatan.
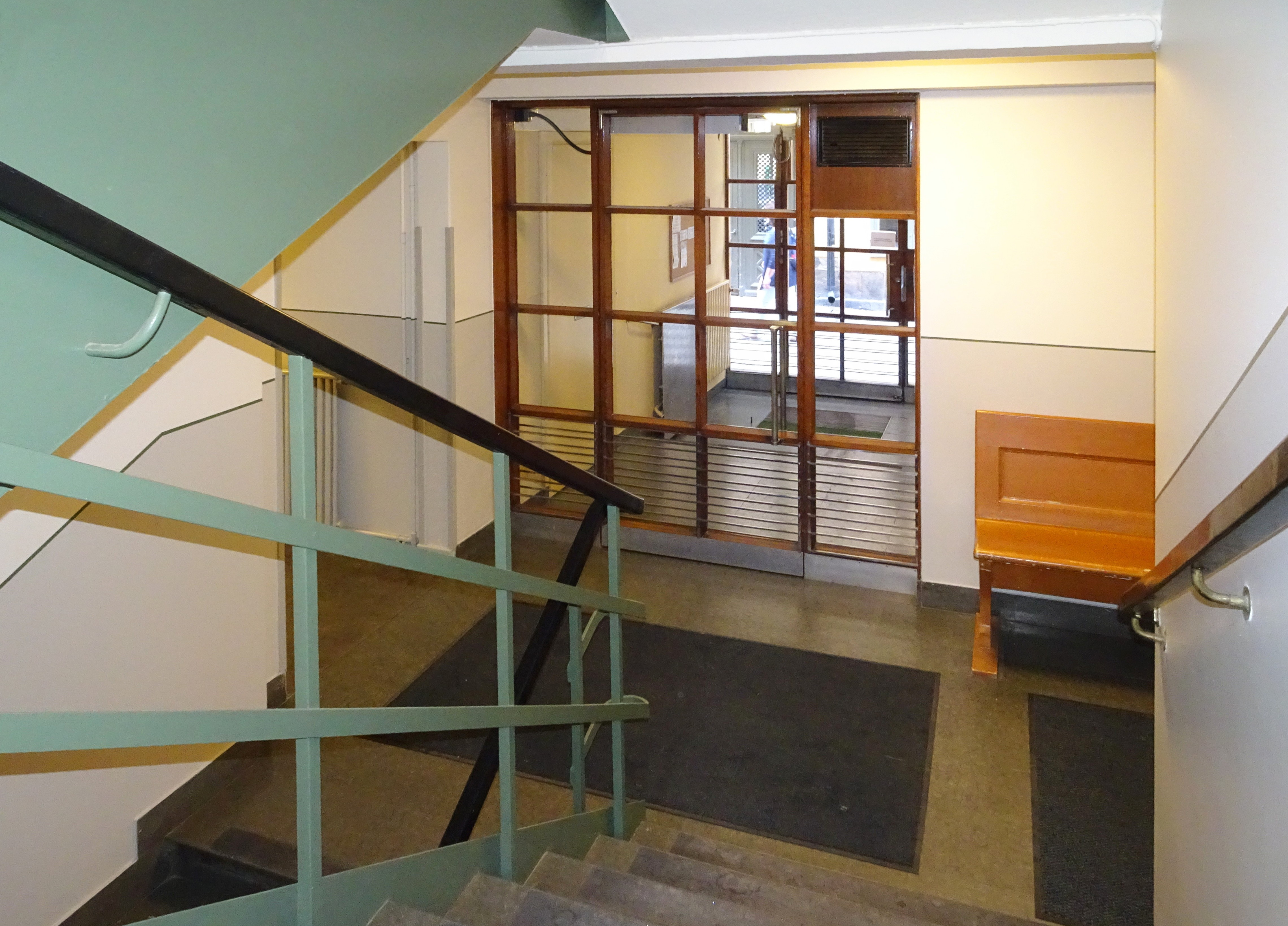
Entrén och trapphuset.